# Subsurface
Subsurface è il settimo album del gruppo progressive metal inglese Threshold, pubblicato il 3 agosto 2004 dalla Inside Out Music.

## Tracce
1. Mission Profile (Karl Groom, Richard West) – 8:15
2. Ground Control (West) – 7:13
3. Opium (Groom, West) – 6:48
4. Stop Dead (West) – 4:21
5. The Art of Reason (Groom, West) – 10:20
6. Pressure (Groom, Nick Midson, West) – 5:17
7. Flags and Footprints (West) – 4:54
8. Static (Groom, West) – 5:07
9. The Destruction of Words (Groom, West) – 6:14
10. What About Me (Johanne James) – 4:21 *

* Bonus track sulla extended version.

## Formazione
- Andrew "Mac" McDermott: voce
- Karl Groom: chitarra solista
- Nick Midson - chitarra ritmica
- Steve Anderson: basso
- Richard West: tastiere
- Johanne James: batteria